# David W. Anthony
David W. Anthony (...) è un antropologo statunitense.

## Biografia
Anthony ha conseguito un dottorato di ricerca in antropologia presso l'Università della Pennsylvania; professore emerito di antropologia, è specializzato in storia e lingue indoeuropee.
Dal 1987 è professore di antropologia all'Hartwick College di Oneonta nello stato di New York. È stato anche curatore di antropologia per lo Yager Museum of Art & Culture nel campus dell'Hartwick College.
Ha condotto numerosi scavi archeologici in Ucraina, Russia e Kazakistan.
Una delle sue principali aree di ricerca, ulteriori rispetto a quelle della linguistica, è relativa all'addomesticamento del cavallo.
È noto per aver scritto il libro The Horse, the Wheel and Language: How Bronze-Age Riders from the Eurasian Steppes Shaped the Modern World.

## Opere
- (EN) David W. Anthony, The Horse, the Wheel, and Language: How Bronze-Age Riders from the Eurasian Steppes Shaped the Modern World, Princeton University Press, 2007, ISBN 0691058873.
- (EN) David W. Anthony, The Lost World Of Old Europe: The Danube Valley, 5000-3500 BC, Princeton University Press, 2009, ISBN 0691143889.
- (EN) David W. Anthony, A Bronze Age Landscape in the Russian Steppes: The Samara Valley Project, The Cotsen Institute of Archaeology Press, 2016, ISBN 1938770056.